# Frank Vande Veire
Frank Vande Veire (1958) is een Vlaams filosoof en docent aan de Hogeschool Gent.
In 1998 ontving hij de Vlaamse Prijs voor Kunstkritiek voor zijn verzamelde essays. In 2008 was hij writer in residence bij Yang.